# Poknapham
Poknapham is een Indiase Meitei-talige krant, uitgegeven in Imphal, Manipur. Het dagblad, de meest gelezen krant in die taal, werd in februari 1975 opgericht en wordt uitgegeven door Gurumayum Shantikumari Devi. De broadsheet-krant kent twee edities, uitgegeven in Imphal en in Silchar, Assam.